# Peppe Barra
Giuseppe Barra, detto Peppe (Roma, 24 luglio 1944), è un cantante e attore teatrale italiano.

## Biografia
Nasce a Roma, in piazza dei Crociferi, il 24 luglio del 1944 da genitori procidani, il fantasista Giulio Barra e la cantante ed attrice Concetta Grasso (in arte Concetta Barra), quest'ultima di origine messinese da parte di padre. Cresciuto dapprima sull'isola di Procida e, successivamente a Napoli, dove frequenta varie scuole di teatro e dizione, in particolare quella di Zietta Liù. Inizia a recitare lavorando nel teatro di ricerca con Gennaro Vitiello e subito dopo come professionista al Teatro Esse; successivamente entra a far parte della Nuova Compagnia di Canto Popolare.
Nella seconda metà degli anni settanta è protagonista de La gatta Cenerentola, l'opera teatrale di Roberto De Simone, tratta da una fiaba de Lo cunto de li cunti di Giambattista Basile. Dopo aver lasciato la NCCP nel 1978, partecipa alla Serata d'onore con Eduardo De Filippo, un programma televisivo dedicato all'autore napoletano, condotto da Vittorio Gassman. L'anno seguente interpreta la parte di Giardino, nel film Giallo napoletano, regia di Sergio Corbucci, con Marcello Mastroianni, Renato Pozzetto e l'ultima interpretazione di Peppino De Filippo. Nel 1980 vince il premio IDI Saint Vincent come attore e l'anno dopo il premio Maschera d'oro; partecipa inoltre al film La pelle (1981), regia di Liliana Cavani, in cui interpreta un sarto, dove ritrova Mastroianni, con Claudia Cardinale, Burt Lancaster e Carlo Giuffrè.
Nel 1982 in occasione del Carnevale di Venezia, Maurizio Scaparro lo invita ad esibirsi in un assolo: nasce così il duo "Peppe e Barra", scherzo in musica in due tempi, dove compare la madre Concetta Barra, che da allora parteciperà a tutti gli spettacoli del figlio. Nasce anche la compagnia teatrale "Peppe & Barra" che nel 1983 incide un omonimo disco per la Fonoprint. Sempre nello stesso anno Barra interpreta Sancho Panza nei frammenti teatrali del Don Chisciotte, diventato poi uno sceneggiato.
Nel 1988 esce un altro disco della compagnia Peppe e Barra intitolato Peppe e Concetta Barra n.1. Agli inizi degli anni novanta Barra incide un disco come solista intitolato Mo' Vene, con cui vince la targa Tenco come migliore interprete per l'anno in corso.
Il 3 gennaio 1994 al Teatro Mercadante di Napoli, per un concerto in omaggio ad Eduardo Caliendo, si riunisce la Nuova Compagnia di Canto Popolare. Partecipa, come ospite, al programma di Renato Zero Tutti gli Zeri del mondo. Dopo aver registrato per la Rai venti favole da Lo cunto de li cunti di Giambattista Basile, Barra esprime questa esperienza nello spettacolo teatrale Lengua serpentina. Per questo spettacolo, il Festival delle Cinque Terre di Riomaggiore gli consegna il premio Dioniso nel 2000. Fabrizio De André gli chiede l'adattamento e l'interpretazione in napoletano del suo brano Bocca di Rosa, che verrà poi inserito nell'LP Canti Randagi. Nel 1999, dopo la scomparsa del cantautore, Genova organizza il suo Tributo a De André, e la famiglia De André vuole la presenza di Peppe Barra nella serata. Nel dicembre del 2000 interpreta il ruolo di Peachum ne L'opera da tre soldi di Bertolt Brecht e l'anno successivo esce il suo secondo disco, Guerra. È anche direttore artistico della Rassegna internazionale della musica etnica, mentre a teatro rappresenta Il borghese gentiluomo di Molière.
Nel 2002, dopo aver partecipato al film Pinocchio di Roberto Benigni, interpretando la parte del Grillo Parlante, riprende gli incontri con gli studenti nelle università. Nel 2003 scrive con Massimo Andrei una fiaba in lingua italonapoletana intitolata Le vecchie vergini, e al Teatro Trianon di Napoli rappresenta la Cantata dei Pastori. Dopo aver partecipato al capodanno 2004 in piazza del Plebiscito di Napoli, parte per New York dove rappresenta l'Italia in qualità di artista cantante e attore con la consegna della cittadinanza onoraria. Nel 2006 riceve ad Aulla, in provincia di Massa-Carrara, il premio Lunezia Etno-Music (conferito da Rai Trade) per la qualità musical-letteraria della sua carriera. Nel 2009, Barra pubblica l'album N'attimo, prodotto dalla Marocco Music; il CD è stato stampato dalla Greendigital in versione ecocompatibile.
Nel settembre del 2012 ha ricevuto a Grottolella, in provincia di Avellino, il premio Armando Gill alla carriera.
Il 24 marzo 2014 gli viene conferito dall'Università degli Studi di Napoli Federico II il master honoris causa in Letteratura, scrittura e critica teatrale. L'evento è filmato dal CSI- SAM dell'Università Federico II di Napoli, per la regia di Fabrizio Pietrafesa.
Nel 2015 aderisce alla mostra La gente di Napoli - Humans of Naples, patrocinata dal comune di Napoli, dal comune di San Giorgio a Cremano e dell'assessorato all'assistenza sociale della regione Campania, tenutasi dal 29 aprile al 12 maggio al Palazzo delle Arti di Napoli. Al progetto partecipano anche altre personalità della cultura, dello spettacolo e della politica, come Luigi de Magistris, Rosa Russo Iervolino, Vincenzo De Luca, Mario Trevi, Enzo Gragnaniello, Mario Luzzatto Fegiz.
Nel 2016 gli viene riconosciuto alla carriera il premio DiscoDays, nell'ambito della XVII edizione annuale della Fiera del Disco e della Musica.

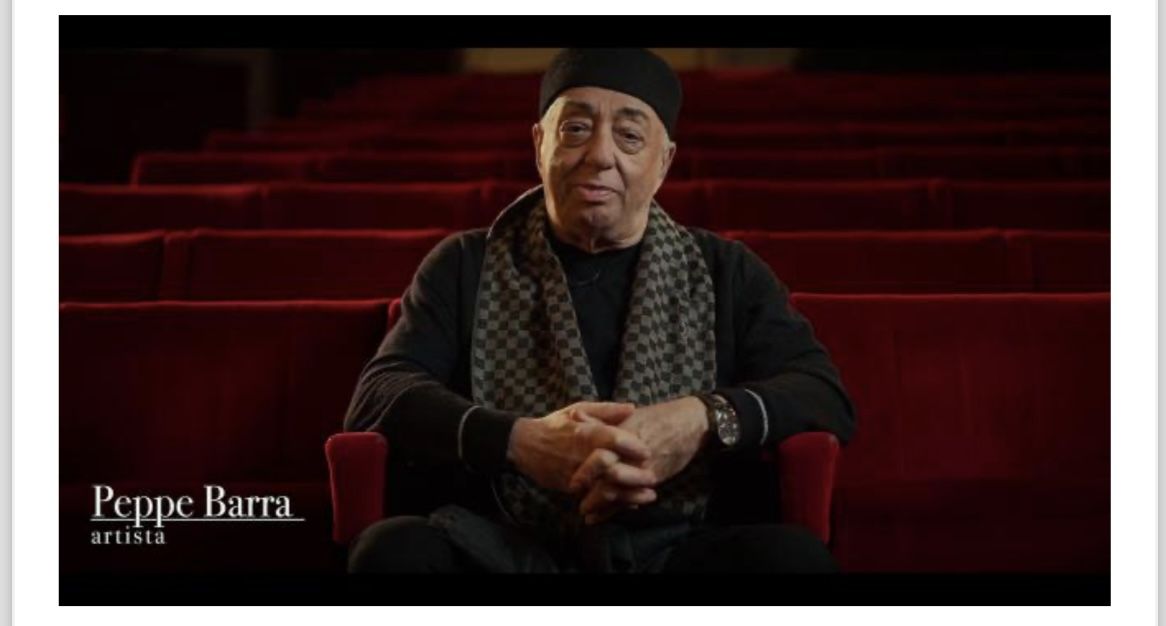
Peppe Barra durante le riprese di Dio non è solo (2023) di Tile Storytellers

Nel 2023 è scelto da Tile Storytellers come testimonial, in occasione degli "Ottocento anni del presepe", del documentario Dio non è solo.
Nel giugno 2024, è ospite del concerto, a Napoli, di Renato Zero in piazza del Plebiscito.

## Vita privata
L'attore si è dichiarato omosessuale.

## Spettacoli
- La canzone di Zeza (1974)
- Cantata dei Pastori (1975)
- La gatta Cenerentola (1976)
- Cantata dei Pastori (1977)
- Li zite 'ngalera (Gli sposi sulla nave) (1978-1979)
- La festa di Piedigrotta (1978-1979)
- L'opera buffa del Giovedì Santo (1980-1981)
- Eden Teatro (1981)
- Peppe & Barra (1982)
- Don Chisciotte (1983)
- Senza mani e senza piedi (1984)
- Zeza (1984)
- Sempresì, ovvero il segreto per essere felici (1985)
- Varietà c'est moi (1986)
- Nel regno di Pulcinella (1987)
- Signori, io sono il comico (1987)
- Il principe di Sansevero
- La festa del principe (1988)
- Cantata a Viviani (1988)
- Il re applaude
- Il matrimonio di Vicenzella (1989)
- La Cantata dei Pastori (1990)
- Na Santarella (1991)
- Salomè - Conversazioni con la mamma (1991)
- I fantasmi di monsignor Perrelli (1991)
- Katakatascia (1992)
- Flik e Flok (1992)
- Ricordi d'amore (1993)
- Nerone (1994)
- La zia di Carlo (1994-1995)
- Una tragedia tutta da ridere (1996)
- Lengua serpentina (1997)
- La Ballata di Donna Lucrezia (1998)
- L'operetta (1999)
- Napoli, dal '600 ai giorni nostri (2000)
- L'opera da tre soldi (2000)
- I ragazzi irresistibili (2000)
- Il borghese gentiluomo (2000-2001)
- La compagnia d'opera buffa napoletana (2001)
- Suonno (2001-2002)
- Peppe Barra racconta (2002-2003)
- Don Giovanni (2002-2003)
- Marea Mare (2003)
- Socrate immaginario (2003)
- La Cantata dei Pastori (2003)
- Arianna a Nasso (2004)
- Ritmallah (2004)
- Le follie del monsignore (2004)
- La Cantata dei Pastori (2004-2005)
- La mandragola (2005-2006)
- Come si rapina una banca (2006)
- Decamerone (2006-2007)
- La Cantata dei Pastori (2007-2008)
- Amore e Psiche (2008-2009)
- N'Attimo (2009-2010)
- Armunia (2010)
- La musica dei ciechi, poi le voci dal vico finale (2010)
- Ci vediamo poco fa (2010-2011)
- Peppe Barra racconta (2012)
- Come un Cenerentolo (2013)
- Natalizia (2014)
- Vurria Addeventare (2015)
- Sogno di una notte incantata (2016)
- Il don Chisciotte della Pignasecca (2018), regia di Alessandro Maggi

## Discografia

### Solista
- 1992 – Mo vene
- 1995 – M'aggia curà
- 2001 – Il borghese gentiluomo
- 2001 – Guerra
- 2003 – Peppe Barra in concerto
- 2004 – Cantata dei Pastori
- 2005 – Matina
- 2006 – Decamerone
- 2009 – N'attimo
- 2011 – Ci vediamo poco fa
- 2016 – E cammina cammina
- 2024 – Cipria e caffè

### Con Concetta Barra
- 1983 – Peppe e Barra
- 1988 – Peppe e Concetta Barra N. 1

### Con la NCCP
- 1972 – Cicerenella
- 1972 – Lo Guarracino
- 1972 – La serpe a Carolina
- 1973 – NCCP
- 1974 – Li sarracini adorano lu sole
- 1975 – Tarantella ca nun va bbona
- 1976 – La gatta Cenerentola
- 1977 – 11 mesi e 29 giorni
- 1977 – Cantata dei Pastori
- 1978 – Aggio girato lu munno

### Collaborazioni
- 1995 – Canti randagi

## Filmografia

Peppe Barra durante uno spettacolo nel 2008

- Giallo napoletano, regia di Sergio Corbucci (1979)
- La pelle, regia di Liliana Cavani (1981)
- Una mattina come le altre, regia di Francesco Barilli – film TV (1981)
- Don Chisciotte, regia di Maurizio Scaparro (1983)
- 17, ovvero: l'incredibile e triste storia del cinico Rudy Caino, regia di Enrico Caria (1992)
- Le ragazze di Piazza di Spagna – serie TV (1998)
- Il mare di sotto, regia di Sandro Dionisio – cortometraggio (1998)
- Welcome Albania, regia di Fabrizio Maria Cortese (2000)
- Pinocchio, regia di Roberto Benigni (2002)
- Cuore napoletano, regia di Paolo Santoni (2002)
- Opopomoz, regio di Enzo D'Alò (2003) – voce
- Vedi Napoli e poi muori, regia di Enrico Caria (2006)
- Passione, regia di John Turturro (2010)
- Matrimonio al Sud, regia di Paolo Costella (2015)
- Smetto quando voglio - Ad honorem, regia di Sydney Sibilia (2017)
- Napoli velata, regia di Ferzan Özpetek (2017)